# Rufocephalus chindrinus
Rufocephalus chindrinus är en insektsart som beskrevs av Otte, D. och R.D. Alexander 1983. Rufocephalus chindrinus ingår i släktet Rufocephalus och familjen syrsor. Inga underarter finns listade i Catalogue of Life.